# Demokratiepreis
Der Demokratiepreis, auch Blätter-Demokratiepreis genannt, wird von den Blättern für deutsche und internationale Politik und der Gesellschaft zur Förderung politisch-wissenschaftlicher Publizistik und demokratischer Initiativen e. V. (Blätter-Gesellschaft) vergeben. Der Demokratiepreis ehrt Menschen, die „mit ihrem praktischen Einsatz für die Beendigung von Gewalt und Gegengewalt sowie für die Einhaltung der Menschenrechte und demokratische Grundrechte eintreten“.
Der Preis ist mit 5000 Euro dotiert und wird in der Regel alle drei Jahre verliehen. Er wurde im Jahr 1987 aus Anlass des 30. Jahrestags der Gründung des Pahl-Rugenstein Verlags ins Leben gerufen. Dort erschienen die „Blätter“ bis 1989.

## Preisträger

### Demokratiepreis 1987
Preisträger: Arbeitsgruppe Alternative Wirtschaftspolitik (Memorandum-Gruppe)
Laudatoren waren Karl D. Bredthauer und Helmut Ridder.

### Demokratiepreis 1990
Preisträger: Demokratiebewegung der DDR
Laudator war Walter Jens

### Demokratiepreis 1997
Preisträger: Daniel Goldhagen
Daniel Goldhagen wurde am 30. Juni 1959 in Massachusetts geboren. Er ist US-amerikanischer Soziologe und Politologe, sein Forschungsschwerpunkt ist der Nationalsozialismus. Goldhagen lehrt an der Harvard-Universität.
Daniel Jonah Goldhagen ist Autor des Buches Hitler’s Willing Executioners (dt. Hitlers willige Vollstrecker).
In der Begründung der „Blätter“ heißt es:
„Aufgrund der Eindringlichkeit und der moralischen Kraft seiner Darstellung hat Daniel Goldhagen dem öffentlichen Bewußtsein in der Bundesrepublik Deutschland wesentliche Impulse gegeben – und dies in einer den Übergang von der Bonner zur Berliner Republik prägenden Zeit. Er hat so wesentlich dazu beigetragen, die Sensibilität für Hintergründe und Grenzen einer deutschen ‚Normalisierung‘ zu schärfen.“
Laudatoren waren Jürgen Habermas und Jan Philipp Reemtsma.
Über die Vergabe an Goldhagen war es zu einem Streit unter den Herausgebern der Blätter gekommen. Im Zuge dieser Auseinandersetzungen legte Helmut Ridder seine Mitarbeit im Herausgeberkreis nieder.

### Demokratiepreis 2000
Preisträger: Bundesverband Information und Beratung für NS-Verfolgte
Der Bundesverband Information und Beratung für NS-Verfolgte e. V. wurde 1990 in Köln gegründet und setzt sich für die Anerkennung und gerechte Entschädigung der NS-Verfolgten ein. Zu den Gründern des Verbandes gehören unter anderem Interessenverbände der Opfer.
Laudatoren bei der Preisverleihung am 7. Juni 2000 in der Humboldt-Universität Berlin waren Hildegard Hamm-Brücher und Micha Brumlik.

### Demokratiepreis 2003
Preisträgerin: Amira Hass
Amira Hass wurde 1956 in Jerusalem geboren. Die israelische Journalistin lebt heute in Ramallah und ist Korrespondentin der israelischen Tageszeitung Ha’aretz. Amira Hass berichtet über palästinensisches Leben unter der israelischen Besatzung. Ihr erklärtes Ziel ist es, beide Seiten zur kritischen Auseinandersetzung zu bewegen.
Laudator war Jens Reich.

### Demokratiepreis 2007
Preisträger: Seymour Hersh
Seymour Myron Hersh wurde am 8. April 1937 in Chicago geboren und ist US-amerikanischer Journalist und Autor.
Bekannt wurde er durch seine großen Reportagen: von der Aufdeckung des Vietnamkriegs-Massakers von My Lai im Jahre 1969 über seine Ermittlungen zur Rolle der CIA und Henry Kissingers in den 1970er und 1980er Jahren und zum zweiten Golfkrieg in den 1990er Jahren bis zur Aufklärung des Folter-Skandals im irakischen Abu-Ghraib-Gefängnis im Jahr 2004.
Durch seine Arbeit und sein Engagement hat Hersh wesentlich dazu beigetragen – so die offizielle Begründung –, „dass die Apparate von Regierung, Verwaltung, Geheimdienst und Militär weiterhin, allen administrativen Widerständen zum Trotz, einer Kontrolle durch die Öffentlichkeit unterliegen. Auf diese Weise hat er der Verselbstständigung und Verabsolutierung des Machtapparats des mächtigsten Landes der Welt über vier Jahrzehnte nachhaltig entgegengewirkt und damit der Demokratie in den Vereinigten Staaten – und weit darüber hinaus – große Dienste erwiesen.“
Die Verleihung des Demokratiepreises fand am 26. September 2007 in der Akademie der Künste in Berlin statt.
Laudatoren waren Hans Leyendecker und Erhard Eppler.

## Namensähnlichkeit
Der Internationale Demokratiepreis Bonn ehrt seit 2009 Personen, vergeben durch die Stadt Bonn und ihr nahestehende Institutionen.